# Dansk-Palæstinensisk Venskabsforening
Dansk-Palæstinensisk Venskabsforening (DPV) er en dansk organisation grundlagt i 1988. Den arbejder for at fremme og gøre opmærksom på palæstinensernes vilkår og rettigheder.
Formanden er Fathi El-Abed.
Bestyrelsen talte i 2019 blandt andre AbdAllah Jørn Tolstrup, som var bestyrelsesmedlem og foreningens kasserer.